# Martin Mystère
Martin Mystère és una còmic de l'editorial Sergio Bonelli Editore, creada pel guionista Alfredo Castelli el 1982. A l'estat espanyol, va ser publicat per Edicions Zinco a partir de 1982 i per Planeta DeAgostini el 1992. posterior-ment ho va publicar Aleta Edicions. En aquest còmic s'ha basat la sèrie animada Martin Mystery.

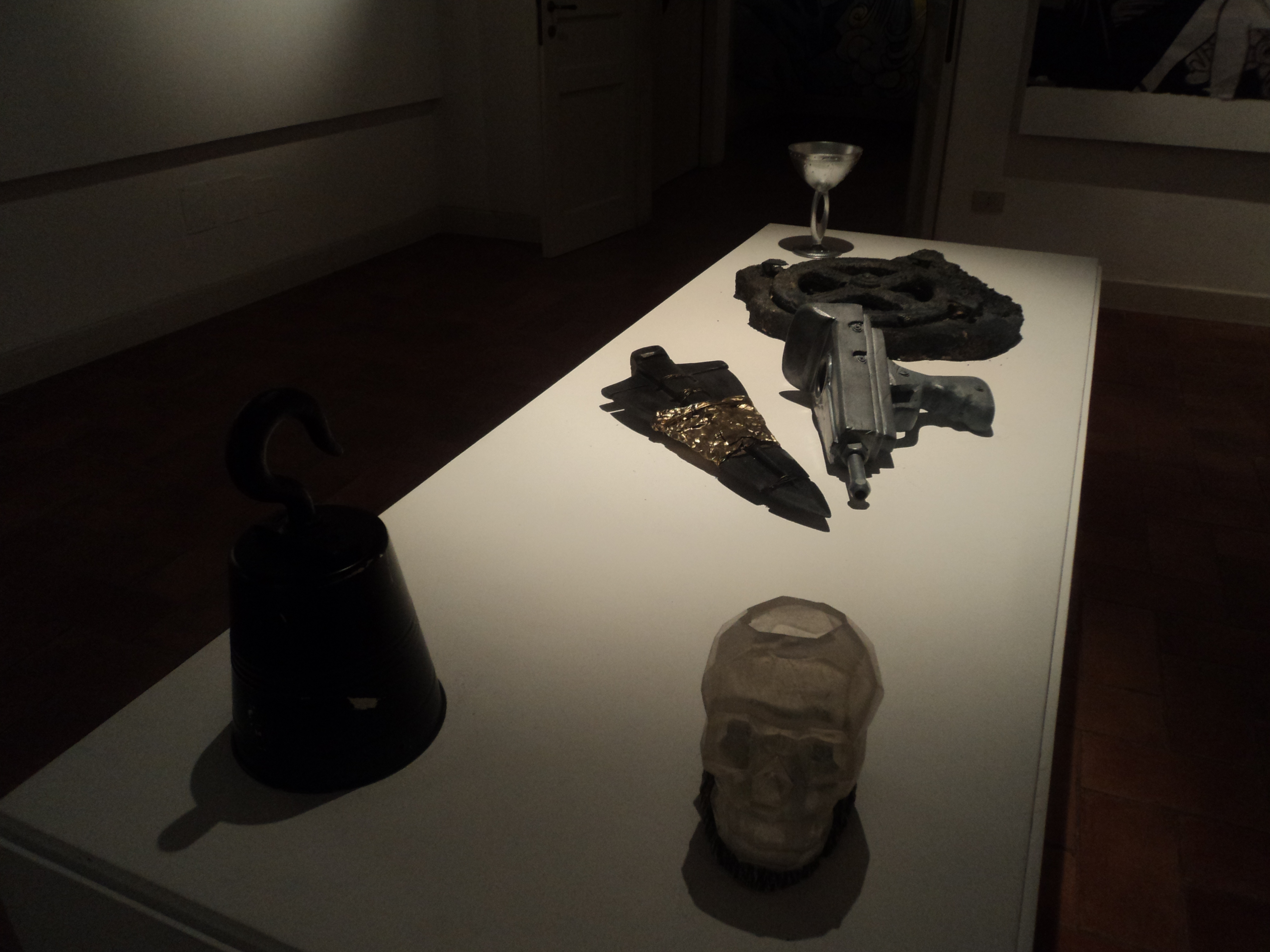
Murchadna, l'arma del protagonista.

## Argument
Martin Jacques Mystere és un antropòleg estatunidenc aventurer i de vasta cultura, especialitzat també en arqueologia, història de l'art i cibernètica. Sobrenomenat "l'investigador de l'impossible", Martin s'ocupa dels grans enigmes descurats per la ciència oficial, siguin de caràcter històric, arqueològic, científic, paracientífic o esotèric (com Atlántida, ovnis, màgia, monstres, etc.). Els resultats de les seves recerques es converteixen en supervendes i en un reeixit programa de televisió que ell mateix escriu i presenta.
Creat gràficament pel dibuixant Giancarlo Alessandrini, apareix com un home madur, alt i atlètic, de cabells rossos ondulats i mandíbula quadrada, portant vestit i corbata a la ciutat i roba còmoda durant les seves aventures. Va armat amb Murchadna, una antiga pistola de raigs paralitzants procedent del continent perdut de Mu.

## Personatges
Martin viu a Nova York, en un petit apartament de Washington Mews ple de llibres i la seva col·lecció d'objectes estranys, al costat de la seva esposa Diana Lombard, una assistent social ferm i intel·ligent, i a Java, un musculoso Neandertal que Martin va trobar en una vall desconeguda de Mongòlia.
Altres personatges principals de la sèrie són: Chris Tower, excolega d'universitat de Martin i comandant de Altrove, una base secreta governamental; Kut Humi, guru de Martin, que li concedeix la seva arma Murchadna i el místic tercer ull; l'inspector de la policia de Nova York Travis; Angie, una estríper sensual i innocent; John Dee i Edward Kelly, dos simpàtics estafadors.
Per molts anys, la némesis de Martin Mystère ha estat el seu antic amic i col·lega Sergej Orloff, qui va ser també deixeble de Kut Humi, per a després convertir-se al mal; actualment és un personatge més complex, suspès entre el bé i el malament, a vegades fins i tot aliat de Martin. Altres enemics recurrents en la sèrie són el diabòlic Mr Jinx i els Homes de Negre, agents d'una secta ancestral encarregada d'ocultar i destruir les proves de l'existència de tot el que no sigui reconegut pel saber oficial. El pare de Martin, Mark, va ser membre dels Homes de Negre; no obstant això, quan es va assabentar de les seves veritables intencions, va abandonar la secta; el dia després, va morir al costat de la seva dona Laura en un misteriós accident d'avió.

## Spin-offs
- Zona X: va ser publicat des de 1992 fins a 1999, per un total de 45 números. Inicialment va ser quadrimestral i incloïa dues històries completes presentades o ocasionalment interpretades pel mateix Martin Mystère, encara que ambientades en universos narratius paral·lels. Amb el número 10 es va convertir en bimensual i alternava històries completes amb minisèries. Amb el número 21, finalment, es va tornar mensual i presentava històries amb personatges recurrents, com la minisèrie fantàstica La stirpe di Elän o Magic Patrol, els protagonistes de la qual són els agents d'un equip especial de la base de Altrove. En el número 30 hi ha una història en solitari de Diana Lombard, titulada "Figli di un pelat perduto".[10]
- Storie dona Altrove: anual, alberga històries inèdites ambientades en el passat de la base secreta d'Altrove. En aquest spin-off apareixen també personatges històrics, com Benjamin Franklin, Thomas Jefferson, Giuseppe Garibaldi o Gabriele D'Annunzio, i literaris com Sherlock Holmes o el Comte Drácula.[11]

## Crossovers
Martin Mystère comparteix el mateix univers narratiu amb altres personatges de l'editorial Bonelli. Ha estat protagonista de diversos encreuaments amb Mister No i Dylan Dog i una versió robot de Martin ha aparegut en la sèrie Nathan Never. A més, la base de Altrove es troba també en Zagor i en Nathan Never. En una història de Tex, el protagonista troba l'arma Murchadna en la cripta d'un monestir mexicà.

## Autors

### Guionistes

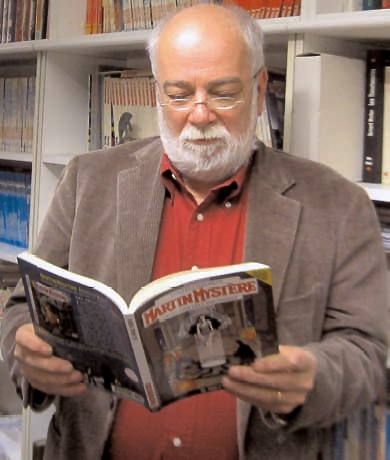
El creador de Martin Mystère, Alfredo Castelli, mentre llegeix un àlbum del seu personatge.

Alfredo Castelli, Marco Abate, Marco Abietti, Andrea Artusi, Sergio Badino, Enrico Bagnoli, Lorenzo Bartoli, Marco Belli, Vincenzo Beretta, Marco Berrini, Marco Bertoli, Alessandro Bilotta, Bruno Bonetti, Riccardo Borgogno, Diego Cajelli, Ade Capone, Andrea Carlo Cappi, Pier Carpi, Andrea Cavaletto, Claudio Chiaverotti, Raul Cremona, Noemi Maria Degli Occhi, Marco Deplano, Stefano Di Marí, Tito Faraci, Giuseppe Ferrandino, Leonardo Gajo, Lucca Galoppo, Domenico Gandolfi, Giovanni Gualdoni, Michelangelo La Neve, Jean-Marc Lofficier, Ivo Lombardo, Enrico Lotti, Alessandro Mainardi, Giancarlo Malagutti, Giuseppe Mangoni, Manlio Mattaliano, Michele Medda, Federico Memola, Luigi Mignacco, Saverio Minutolo, Paolo Morales, Elio Ottonello, Roberto Pagliara, Massimiliano Palombi, Andrea Pasini, Giuseppe Pederiali, Sauro Pennacchioli, Mirko Perniola, Renata Pfeiffer, Pier Francesco Prosperi, Carlo Recagno, Pasquale Ruju, Alessandro Russo, Stefano Santarelli, Tiziano Sclavi, Lucia Strufaldi, Antonio Serra, Gino Udina, Enzo Verrengia, Stefano Vietti, Bepi Vigna, Andrea Voglino.

### Dibuixants
Giancarlo Alessandrini, Lucca Arduini, Enrico Bagnoli (Henry), Dante Bastianoni, Franco Bignotti, Bruno Bríndisi, Fabrizio Busticchi, Giulio Camagni, César Álvarez Cañete (Zesar), Giancarlo Caracuzzo, Roberto Cardinale, Giampiero Casertano, Gaetano i Gaspare Cassaro, Giorgio Cavazzano, Alessandro Chiarolla, Leone Cimpellin, Luigi Coppola, Gianluigi Coppola, Giovanni Crivello, Salvatore Cuffari, Davide De Cubellis, Salvatore Deidda, Pasquale Del Vecchio, Raffaele Della Monica, Franco Devescovi, Nando i Denisio Esposito (Esposito Bros.), Lucca Enoch, Lucio Filippucci, Giovanni Freghieri, Nicola Genzianella, Valerio Giangiordano, Sergio Giardo, Giulio Giordano, Maurizio Gradin, Fabio Grimaldi, Lucio Leoni, Lucca Maresca, Werner Maresta, Giuseppe Matteoni, Giuseppe Montanari, Paolo Morales, Francesco Mortarino, Giovanni Nisi, Paolo Ongaro, Alfredo Orlandi, Francesca Palomba, Giuseppe Palumbo, Michele Pepe, Fabio Piacentini, Claudio Piccoli, Carlo Piu, Sauro Quaglia, Rosario Raho, Angelo Maria Ricci, Pi Rinaldi, Corrado Roi, Giovanni Romanini, Fabrizio Russo, Stefano Santoro, Antonio Sforza, Eugenio Sicomoro, Luigi Siniscalchi, Dante Spada, Sergio Toppi, Rodolfo Torti, Carlo Velardi, Gino Vercelli, Stefano Vietti, Claudio Villa, Luisa Zancanella, Melissa Zanella.

## Sèrie animada
El còmic ha estat adaptada a la televisió a través de la sèrie animada Martin Mystery (en francès Martin Mystère), produïda per la companyia francesa Marathon i emesa per Jetix (i més tard, Disney XD) a Espanya, Discovery Kids als Estats Units, Rai Due a Itàlia i Nickelodeon a Hispanoamèrica.

## Videojocs
El 1986 la revista Personal Software de l'Editorial Jackson va publicar el codi font d'una aventura conversacional amb Martin Mystère per a ZX Spectrum.
El 1994, en el número 152 de la sèrie regular va ser anunciat un joc titulat Martin Mystère and the Secret of the Birdman, produït per la software house italiana Simulmondo; no obstant això, el projecte va ser abandonat.
Deu anys després va sortir a la venda l'aventura gràfica point-and-clic Martin Mystère: Operació Dorian Gray, inspirada en la història continguda en els números 62-64 de la sèrie, produïda per la programari house italiana Artematica.
El 2008 Ubisoft va desenvolupar Martin Mystery: Caçador de Monstres per a Nintendo DS, un videojoc basat en la sèrie animada.